# Gunnar Isacson
John Gunnar Isacson född 10 november 1925 i Nederkalix församling, död 6 oktober 2015 på samma plats, var en svensk journalist och författare. Han var lokalredaktör i Kalix för Norrländska Socialdemokraten, medarbetare i tidskriften Svensk Jakt och skrev dessutom ett antal böcker om djur, jakt och friluftsliv.